# Walter Elliott (Tontechniker)
Walter G. Elliott (* 19. November 1903 in Des Moines, Iowa; † 1984 in Carrollton, Texas) war ein US-amerikanischer Tontechniker, der 1964 den erstmals verliehenen Oscar für die besten Toneffekte gewann.

## Leben
Elliott begann seine Karriere als Tontechniker in der Filmwirtschaft Hollywoods 1933 bei dem Film King Kong und die weiße Frau und wirkte bis 1963 an der Herstellung von über zwanzig Filmen mit.
Bei der Oscarverleihung 1964 gewann Elliott den erstmals verliehenen Oscar für die besten Toneffekte in dem Film Eine total, total verrückte Welt (1963) von Stanley Kramer mit Spencer Tracy, Sid Caesar und Edie Adams. Der Film war zugleich der letzte Film, an dem er als Tontechniker mitarbeitete.

## Filmografie (Auswahl)
- 1933: King Kong und die weiße Frau (King Kong)
- 1935: She – Herrscherin einer versunkenen Welt (She)
- 1949: Panik um King Kong (Mighty Joe Young)
- 1952: The Big Sky – Der weite Himmel (The Big Sky)
- 1955: Heißer Atem (The Treasure of Pancho Villa)
- 1956: Der Eroberer (The Conqueror)
- 1958: Flucht in Ketten (The Defiant Ones)
- 1960: Wer den Wind sät (Inherit the Wind)
- 1961: Urteil von Nürnberg (Judgment at Nuremberg)
- 1963: Eine total, total verrückte Welt (It’s a Mad, Mad, Mad, Mad World)

## Auszeichnungen
- 1964: Oscar für die besten Toneffekte